# Phyto similis
Phyto similis är en tvåvingeart som beskrevs av Stein 1924. Phyto similis ingår i släktet Phyto och familjen gråsuggeflugor. Inga underarter finns listade i Catalogue of Life.